# Sergueï Svetlakov
Pour les articles homonymes, voir Svetlakov.
Sergueï Iouriévitch Svetlakov (en russe : Сергей Юрьевич Светлаков) est un acteur russe, également scénariste et animateur de télévision, né le 12 décembre 1977 à Sverdlovsk.

## Biographie
Sergueï Svetlakov naît le 12 décembre 1977, dans l'ancienne Sverdlovsk (aujourd'hui Iekaterinbourg). Son père, Iouri Venediktovitch Svetlakov, est aide mécanicien de formation et travaille dans une minoterie. Sa mère, Galina Grigorievna Svetlakova, est ingénieure et travaille dans le fret, pour la compagnie des chemins de fer de Sverdlovsk. Sergueï a un frère aîné, Dmitri, né en 1970, directeur de magasins de cadeaux. Dès l'enfance Sergueï se distingue par son talent d'amuseur, dont profitent ses plus proches.
Durant ses études à Sverdlovsk il pratique beaucoup de sports (football,  basket-ball...) ce qui l'amène à postuler à un poste de professeur d'éducation physique, en handball. Sa carrière semble toute faite.
Ses parents insistent cependant pour qu'il suive les traces de l'un ou l'autre, soit aide mécanicien pour le père, soit dans la gestion des voyages comme sa mère.
Il effectue ses études secondaires à l'école no 2 de Iekaterinbourg, maintenant lycée (gymnasium) no 155, et s'inscrit ensuite à l'Université d'État des voies de communication de l'Oural (УрГУПС), sur les traces de sa mère a priori.
Sergueï y remporte le titre du concours « Chevalier de l'institut », ce qui le désigne naturellement pour devenir le capitaine de l'équipe qui participera au programme télévisé KVN. Cette émission voit s'affronter les étudiants venant d'universités de toute la Russie, ainsi que des anciennes républiques soviétiques, qui chacun présentent leurs sketches, généralement dans la configuration de troupes, dans un championnat du rire et de l'humour.
Sergueï participe pendant deux ans à ce programme qui prend de plus en plus de temps dans sa vie d'étudiant, au détriment de ses études, et sans remporter la compétition jusqu'à présent.
Tandis qu'il termine ses études, il rencontre plus de succès en tant qu'auteur pour la troupe des « Pelmeni de l'Oural ». Cette équipe devient si populaire que Sergueï finit par la rejoindre officiellement, et, en 2000, ils remportent enfin la Ligue supérieure KVN. Sergueï obtient son diplôme la même année, avec la spécialité « Économie du transport ferroviaire ».
Il déménage à Moscou, sans cesser sa collaboration au programme humoristique. Avec la complicité de ses partenaires Garik Martirossian, Semione Slepakov, Arthur Toumassian et Sergueï Erchov, il écrit des scénarios pour les équipes en lice. Ce groupe d'animateurs pose les premières pierres du « Comedy club » en Russie.
En 2008, la participation de Sergueï  Svetlakov à l'émission « Projectorparishilton » est un véritable succès. Il intervient avec les chroniqueurs Ivan Ourgant, Alexandre Tsekalo et Garik Martirossian. L'émission est l'une des plus populaires de la Première chaine et remporte à trois reprises le « TEFI ».
En 2009-2010, Sergueï est l'un des principales protagonistes de la série « Boutovo Sud » (Boutovo est l'arrondissement le plus au sud de Moscou), basée sur l'improvisation totale de chacun des acteurs, adaptation de l'émission allemande Schillerstraße.

## Famille
Sergueï Svetlakov est marié à Ioulia Svetlakova, sa camarade de classe à l'université. Ils sont en couple depuis 1997 et déménagent ensemble à Moscou. Ils ont une fille, Anastasia, née comme son père un 12 décembre, de 2008.
Sergueï adore le football et est un supporter inconditionnel du Lokomotiv de Moscou.

## Télévision
- membre de l'équipe « Les pelmeni de l'Oural », programme KVN, sur la Première chaine
- membre du projet humoristique « Notre Russie », sur la chaine TNT
- animateur de l'émission Projectorparishilton, sur la Première chaine, avec Ivan Ourgant, Alexandre Tsekalo et Garik Martirossian
- membre du show d'improvisation « Boutovo Sud », sur la Première chaine
- membre du show humoristique Comedy Club, sur la chaine TNT

## Filmographie
- 2010 : Notre Russie : Les Œufs du destin (ru) (Яйца судьбы) de Gleb Orlov
- 2010 : Nouvel An (Ёлки) de Timour Bekmambetov
- 2011 : Nouvel An 2 (Елки 2) d'Alexandre Kott
- 2012 : La Pierre (Камень) de Viatcheslav Kaminski
- 2012 : La Jungle (Джунгли) d'Aleksandr Voïtinski
- 2013 : Embrassez-vous ! (Горько!) de Jora Kryjovnikov
- 2018 : Les Derniers Sapins de Noël (Ёлки последние) de Egor Baranov : Jenia